# Ролова теорема
У анализи, грани математике, Ролова теорема тврди да ако је f реална функција, непрекидна на затвореном интервалу , диференцијабилна на отвореном интервалу (a, b), и ако је f(a) &#61; f(b), тада постоји тачка c из отвореног интервала (a, b), таква да је f′(c) &#61; 0.

## Доказ
Нека је f(a) &#61; f(b). Како је функција f(x) непрекидна на одсечку , то она на том одсечку достиже бар једанпут своју највећу вредност М и своју најмању вредност m. Ако је M &#61; m, тада је функција константна на посматраном интервалу, па је њен извод свуда једнак нули на посматраном интервалу. Ако је М различито од m, бар један од тих бројева је различит f(a). Нека је, без смањења општости, М различит од f(a). Дакле, функција има локални екстремум у некој тачки c, па је, на основу Фермаове теореме, f′(c) &#61; 0. Овим је теорема доказана.